# Friedersdorf (Großbreitenbach)
Friedersdorf – dzielnica miasta Großbreitenbach w Niemczech, w kraju związkowym Turyngia, w powiecie Ilm. Do 31 grudnia 2018 jako samodzielna gmina wchodziła w skład wspólnoty administracyjnej Großbreitenbach.